# Хафнауи, Ахмед
Ахмед Аюб Хафнауи (араб. حمد أيوب حفناوي‎; род. 4 декабря 2002, Митлави, Гафса) − тунисский пловец, чемпион летних Олимпийских игр 2020 в Токио в заплыве на 400 м вольным стилем, двукратный чемпион мира 2023 года.

## Биография и спортивная карьера
Родился 4 декабря 2002 года в Тунисе.
Отец Хафнуи, Мохамед Хафнауи, был баскетболистом и играл за сборную Туниса. Когда Хафнауи было 12 лет, он присоединился к национальной программе плавания Туниса .

### 2018
На чемпионате Африки в Алжире, Хафнауи участвовал в заплыве на 800 и 1500 метров вольным стилем, а также в соревнованиях вольным стилем 4x100 и 4x200. [1] Он занял третье место на 800 метров вольным стилем (8: 08.74), 1500 метров вольным стилем (15: 45,46) и 4x100 метров вольным стилем среди мужчин (3: 27,92), а также второе место в эстафете 4x200 вольным стилем (7: 31,55) .
На юношеских Олимпийских играх в Буэнос-Айресе (Аргентина) Хафнауи соревновался на дистанциях на 200 , 400 и 800 метров вольным стилем; он занял восьмое место на дистанции 400 метров вольным стилем со временем 3: 55.94 и седьмое место на дистанции 800 метров вольным стилем со временем 8: 04.43.
На чемпионате мира по короткой дистанции в китайском Ханчжоу, Хафнауи соревновался на 400 и 1500 метров вольным стилем; он занял 19-е место на дистанции 400 метров вольным стилем со временем 3: 45.98 и 17-е место на дистанции 1500 метров вольным стилем со временем 15: 02.25 .

### 2019
Хафнауи соревновался на 400, 800 и 1500 метров вольным стилем на чемпионате мира среди юниоров в Будапеште (Венгрия); он занял четвертое место в плавании на 800 метров вольным стилем со временем 7: 49.09 и шестое место в плавании на 1500 метров вольным стилем со временем 15: 16.04.

### 2021
Хафнауи соревновался в заплыве на 400 метров вольным стилем на летних Олимпийских играх 2020 года в Токио, где он занял первое место со временем 3: 43,36. Он всего лишь третий пловец в истории, выигравший олимпийскую золотую медаль на 8-й дорожке, самой медленной квалификационной дорожке. Он также занял 10-е место на дистанции 800 метров вольным стилем, пропустив квалификацию в финал.
Хафнауи был единственным тунисцем, выигравшим олимпийское золото в Токио-2020.